# As Rosas de Heliogábalo
As Rosas de Heliogábalo (em inglês The Roses of Heliogabalus) é uma pintura de Sir Lawrence Alma-Tadema (1836–1912), um artista holandês que viveu na Inglaterra. O quadro data de 1888, e atualmente faz parte de uma coleção privada. 
A obra foi baseada num episódio inventado retirado da Historia Augusta, onde o imperador romano Heliogábalo (204-222) é retratado assistindo a uma tentativa de sufocar seus convidados com uma enorme quantidade de petalas de rosa que caiam de um teto falso durante um jantar. No primeiro plano da pintura, o destaque são os convidados reclinados, cobertos com pétalas. Ao fundo, Heliogábalo é visível com um manto e uma coroa de ouro, junto com sua mãe Julia Soemia. Atrás deles, há um tocador de flauta (tíbia) e uma estátua de Dionísio.
Em suas notas em Historia Augusta, Thayer diz que "Nero fez o mesmo (Suetônio, Nero, xxxi), e um teto falso similar é descrito na casa de Trimalchio no Satíricon, lx."
A tela mede 214 cm por 132 cm.

## Ligações Externas
- http://penelope.uchicago.edu/Thayer/E/Roman/Texts/Historia_Augusta/Elagabalus/1*.html
- http://thearcheology.wordpress.com/page/3/